# Jean-Yves Gautier (biologiste)
Cet article concerne le biologiste et professeur. Pour l'acteur français, voir Jean-Yves Gautier.
Pour les articles homonymes, voir Gautier.
Jean-Yves Gautier (né le 20 novembre 1938 à Bain-de-Bretagne et mort le 29 avril 2000 à Rennes des suites d’un cancer) est un biologiste français, professeur émérite à l’Université de Rennes I ; il a été l'un des pionniers du développement de l’éthologie en France.

## Biographie
Il fut toujours très attaché à Rennes, où il fit toutes ses études universitaires et toute sa carrière d’enseignant. 

Il y suivit les tout premiers enseignements d’éthologie introduit en France par le professeur Gaston Richard. En 1975, à la suite du départ du directeur du laboratoire d’éthologie, Jean-Yves Gautier, encore jeune maître de conférence, a dû participer encore plus activement à la vie de l’université. Il lui fallut en effet assumer de façon impromptue la direction du laboratoire, la direction de l’équipe de recherche CNRS, la prise en charge de nombreux enseignements et de nombreuses charges administratives, siégeant dans les différentes instances de l’université (conseil scientifique de l'UFR, conseil scientifique de l'université, diverses commissions de recrutement...). 
Son investissement dans l'évolution des enseignements en sciences de la vie et de l’environnement à l’Université de Rennes I a été majeur et novateur. D’autre part, il a établi des collaborations extérieures solides, notamment avec le Maroc et avec l’Université de Rimouski au Canada qui lui a décerné le titre de docteur honoris causa.
Il était particulièrement intéressé par la valeur adaptative et la dimension éco-éthologique de la biologie des comportements et l’évolution des systèmes sociaux. Ses travaux de recherche, outre des articles scientifiques, lui ont permis de publier deux livres : Eco-éthologie et Socio-écologie : l'animal social et son univers qui constituaient une étape supplémentaire vers l’intégration des dimensions écologiques et éthologiques. Cette conception éco-éthologique a largement contribué à la spécificité de l’enseignement et de la recherche rennaise.
Membre fondateur de la SFECA (Société Française pour l'Etude du Comportement animal), il a participé à l’organisation et à l’animation de plusieurs de ses colloques, notamment à la station biologique de Paimpont.

## Publications
- Socioécologie : l'animal social et son univers, Toulouse, Privat (collection « Bios », 1982, 267 p.  (ISBN 2-7089-8702-X).
- avec 	Jean-Claude Lefeuvre, Gaston Richard et Paul Tréhen, Écoéthologie, Paris, New York et Barcelone, Masson, 1978, 166 p.  (ISBN 2-225-47949-6).
- avec P. Planquette et Y. Rouger, « Étude éthologique de la relation mâle-femelle au cours du cycle de reproduction chez Hoplosternum littorale », dans Revue d'Ecologie, Terre et Vie, vol. 43, n° 4, 1988, p.389-398 En ligne.